# نیو لندن (ایندیانا)
نیو لندن (به انگلیسی: New London) یک منطقهٔ مسکونی در ایالات متحده آمریکا است که در شهرستان هوارد، ایندیانا واقع شده‌است. نیو لندن ۲۴۹٫۹۴ متر بالاتر از سطح دریا واقع شده‌است.